# Charquican
Le charquicán chilien est un ragoût à base de morceaux de pomme de terre, de haricots verts, de courge, de grains de maïs et de petits bouts de viande de cheval. Il peut également contenir des feuilles de coca émiettées et, dans certaines régions, de la tomate (tomatican).
La recette se retrouve aussi en Argentine et dans les autres pays andins (Pérou, Bolivie).